# Summertime Sadness
«Summertime Sadness» (англ. «Літня печаль») — пісня американської співачки Лани Дель Рей з її другого студійного альбому Born to Die. Вона була випущена 22 червня 2012 лейблом Interscope Records як третій сингл в Австрії та Німеччині, і четвертий сингл у Швейцарії. 
Сингл досяг вищої десятки в хіт-парадах Австрії, Болгарії, Німеччини, Греції, Люксембургу та Швейцарії. Восени 2013 «Summertime Sadness» стала хітом №1 в Польщі та Україні, а ремікси на трек дозволили Дель Рей увійти в чарт US Hot Dance Club Songs.
У 2014 році ремікс на «Summertime Sadness» отримав премію «Греммі» в категорії «Найкращий не класичний ремікс».
У квітні 2013 року нідерландська симфо-метал-група Within Temptation записала кавер-версію «Summertime Sadness» для свого альбому The Q-Music Sessions, який був випущений тільки в Бельгії та Нідерландах. У грудні 2013 року свою кавер-версію також виконала Майлі Сайрус.
У вересні 2021 року пісня посіла 456 місце в списку 500 найкращих пісень усіх часів за версією Rolling Stone.

## Створення та реліз
«Summertime Sadness» була випущена для цифрових завантажень 22 червня 2012. Пісня була спродюсована Ріком Ноуелсом і Емілем Хейні. Пізніше був випущений трап-ремікс пісні Еміля Хемсворта, потім — танцювальна хаус-версія від Адама Фріланд й клубний ремікс Міккі Еко. 
Пісня записана в жанрах трип-хоп, інді-поп та інді-рок. Як музичний акомпанемент в пісні використовувалися барабани, піаніно та гітара. Композиція написана в тональності до-діез мінор. 
Музичне відео пісні зосереджено на лесбійській парі, яка згадує про позитивні моменти перед тим, як обидві покінчили життя самогубством. Нейт Джонс з Pop Dust порівняв вступний текст: «I got my red dress on tonight, dancing in the dark in the pale moonlight» (укр. «Я надягла свою червону сукню сьогодні ввечері, танцюючи в темряві в блідому місячному сяйві») з треком «Dancing in the Dark» Брюса Спрінгстіна. 
Влітку 2013 року ремікс-версія Седріка Джервейса була випущена на американських радіостанціях й допомогла синглу стати успішним, навіть через рік після релізу. Ремікс дебютував на 72 місці в Billboard Hot 100 і став найуспішнішим в кар'єрі Дель Рей, зайнявши шосту сходинку хіт-параду. У 2014 році цей ремікс отримав премію «Греммі» в категорії «Найкращий не класичний ремікс». Він досяг платинового статусу в Німеччині і став одним з 40 найкращих хітів до кінця року. Також він став четвертим у британському чарті UK Singles Chart.

## Критичне сприйняття
У своєму детальному огляді Born to Die для журналу Billboard Ендрю Хемпп написав про «Summertime Sadness», що «одна тільки назва, яка ніби по-дитячому розлючена на весь світ, змусила сміятися, але сама пісня доводить, що вона — одна з найсильніших й найцікавіших тут [в альбомі Born to Die], незважаючи навіть на те, що текст пісні занадто багатослівний».
Los Angeles Times назвав його одним із найкращих треків з альбому разом із «Video Games» і «Dark Paradise».
У вересні 2021 року композиція посіла 456 місце в списку 500 найкращих пісень усіх часів за версією Rolling Stone.

## Музичне відео
Музичне відео на «Summertime Sadness» було знято у 2012 році Кайлом Ньюманом та Спенсером Сасером в Санта-Кларіті, Каліфорнія. У кліпі головні ролі виконала сама Дель Рей і дружина Ньюмана Джеймі Кінг. Відео розповідає про двох дівчат, які закінчують життя самогубством. Актор Алекс Петтіфер також взяв участь у створенні кліпу як помічник продюсера.
Відео було випущено на офіційному каналі Лани на YouTube 20 липня 2012. Воно набирало перегляди приблизно вдвічі швидше, ніж попереднє відео Дель Рей («National Anthem»), і завдяки йому співачка отримала понад 69 000 нових шанувальників на Facebook і Twitter. Нарешті, відео дозволило Лані зайняти 42 місце в рейтингу Billboard. Кліп отримав переважно позитивні відгуки критиків. 